# Un lieu dans le monde
Pour plus de détails, voir Fiche technique et Distribution.
Un lieu dans le monde (Un lugar en el mundo) est un film argentin réalisé par Adolfo Aristarain, sorti en 1992. 

## Synopsis
Le film situe son intrigue après la mort du président argentin Juan Perón en 1974. Dans un contexte social et politique trouble, plusieurs individus se réunissent et opposent leurs points de vue sur la situation du pays, l'existence et la liberté.

## Fiche technique
- Titre : Un lieu dans le monde
- Titre original : Un lugar en el mundo
- Titre anglais : A Place in the World
- Réalisation : Adolfo Aristarain
- Scénario : Adolfo Aristarain, Alberto Lecchi et Kathy Saavedra
- Production : Adolfo Aristarain, Isidro Miguel et Osvaldo Papaleo
- Musique : Emilio Kauderer
- Photo : Ricardo DeAngelis
- Pays d'origine : Argentine
- Genre : drame
- Durée : 120 minutes
- Date de sortie :  1992

## Distribution
- José Sacristán : Hans
- Federico Luppi : Mario
- Leonor Benedetto : Nelda
- Cecilia Roth : Ana
- Rodolfo Ranni : Andrada
- Hugo Arana : Zamora

## Distinctions et nominations
- Coquille d'or au 40e Festival international du film de San Sebastián.

Il fut sélectionné pour représenter l'Uruguay à l'Oscar du meilleur film en langue étrangère pour la 65e cérémonie. Une semaine après l'annonce des nominations, l'Académie américaine des Oscars découvrit que seuls le costumier, également coscénariste, et un acteur étaient uruguayens, le reste de l'équipe technique étant argentine, ce qui est contraire aux règles de l'Académie qui disqualifia le film, une première alors. 